# Boris Poplavskij̝
Boris Julianovič Poplavskij (in russo Борис Юлианович Поплавский?; Mosca, 24 maggio 1903 – Parigi, 9 ottobre 1935) è stato un poeta e scrittore russo della prima ondata dell'emigrazione russa, legato alla cosiddetta epoca d'argento della poesia russa della poesia russa.

## Biografia
Boris Poplavskij nacque in una famiglia con una forte tradizione musicale. Suo padre, Julian Ignatievič, di origine mista lettone e russa, era un diplomato del Conservatorio Čajkovskij di Mosca, dove studiò con Pëtr Il'ič Čajkovskij. Sua madre, Sof'ja Valentinovna Kokhmanskaja, apparteneva alla nobiltà tedesco-baltica e studiava violino. Dopo il matrimonio, il padre abbandonò la musica per dedicarsi al commercio. La famiglia, composta da quattro figli, viaggiò spesso tra Svizzera e Italia. La sorella maggiore, Natal'ja, morì prematuramente a soli 20 anni, ma pubblicò nel 1917 una raccolta di poesie intitolata Poesie della Dama in Verde.
Boris, madrelingua russo, imparò rapidamente il francese, che divenne la sua seconda lingua madre. A Mosca iniziò a scrivere poesie ispirandosi alla sorella maggiore. La casa di famiglia era frequentata da artisti e letterati, contribuendo alla sua formazione culturale.
Dopo la Rivoluzione d'ottobre, si trasferì prima a Char'kov e poi in Crimea. Nel 1919, a Jalta, recitò pubblicamente le sue poesie per la prima volta durante una serata organizzata dal circolo letterario Čechov. Dopo ulteriori spostamenti, nel 1921 emigrò con il padre a Parigi, dove visse il periodo più intenso della sua attività letteraria. Partecipò a vari gruppi letterari, come l'Atelier dei Poeti, e si dedicò allo studio della filosofia e dell’arte.
Boris Poplavskij morì a Parigi il 9 ottobre 1935, probabilmente a causa di un’overdose di narcotici. Le circostanze della sua morte non sono del tutto chiare: alcune fonti parlano di un suicidio, altre di un incidente o di una contaminazione della droga.

## Opere
Le poesie di Poplavskij combinano influenze del simbolismo russo, soprattutto di Aleksandr Blok, con elementi del surrealismo francese e della poesia di Arthur Rimbaud. Tra i suoi lavori principali si annoverano:
- Bandiere (Flagi, 1931)
- L’ora nevosa (Snežnyj čas, 1936)
- Nella corona di cera (V venke iz voska, 1938)
- Apollon Bezobrazov (1932, pubblicato postumo nel 1993)

La sua produzione poetica si distingue per l’uso di metafore ardite, personificazioni e metaboleti, con una marcata attenzione ai temi della morte e della trascendenza.